# Rhododendron mayebarae
Rhododendron mayebarae är en ljungväxtart som beskrevs av Takenoshin Nakai och Hara. Rhododendron mayebarae ingår i släktet rododendron, och familjen ljungväxter.

## Underarter
Arten delas in i följande underarter:
- R. m. leucanthum
- R. m. ohsumiense